# Efeito Oberth
Em astronáutica, o efeito Oberth é quando um motor de foguete viajando em alta velocidade gera muito mais energia útil que um em baixa velocidade. O efeito Oberth ocorre devido ao fato do propelente ter mais energia utilizável (devido a sua energia cinética obtida da energia química potencial), o que leva o veículo a ser capaz de empregar essa energia cinética para gerar mais potência mecânica. 
Esse efeito, foi batizado em homenagem a Hermann Oberth, físico austro-húngaro/alemão, fundador da ciência de foguetes moderna, que primeiro descreveu esse efeito.
Fórmula:
{\displaystyle \Delta E_{k}=F\cdot s}
onde: {\displaystyle E_{k}} é a energia cinética, {\displaystyle F} é a força (o empuxo do foguete que é considerado constante), e {\displaystyle s} é a distância.